# 遠江久野藩
遠江久野藩（とおとうみくのはん）は、遠州（現在の静岡県袋井市鷲巣上末本）に存在した藩。

## 藩史
戦国時代、この久野には豊臣秀吉がまだ名も知られていない百姓のとき、立身出世を求めて一時期、主君として仕えていた松下之綱が治めていた土地である。之綱は今川家、次いで徳川家に仕えていたが、天正11年（1583年）から秀吉の家臣として仕え、久野に1万6000石の所領を与えられた。
慶長3年（1598年）、之綱が死去し、跡を子の松下重綱が継いだ。重綱は関ヶ原の戦いにおいては東軍に与して大垣城の牽制に務め、所領を安堵された。ところが、久野城の石畳を幕府に許可なく修理したことを咎められて、常陸国に懲罰的な移封を命じられた。これにより久野藩は、一時的に廃藩となる。
その後、久野の元領主であった久野宗能が戻ってきた。宗能は下総国佐倉藩1万3千石であったが、相続させた子の久野宗朝が改易処分となり、宗能に1千石が与えられて再勤することとなった。関ヶ原の戦いの戦功により旧領久野にて8,500石が与えられた。 慶長14年（1609年）に宗能が83歳で死去したため孫の久野宗成が家督を相続し、慶長16年（1611年）に主君徳川家康の十男の駿河駿府城主徳川頼宣付き家臣となる。 元和5年（1619年）頼宣が紀州に転封となると、御附家老として紀州領に同行し、伊勢国田丸城の田丸藩1万石となった。 
代わって下野国富田藩から、北条氏重が1万石で入り、再び立藩する。氏重は徳川家に仕えて駿河田中城番や二条城西惣門番などを務めた功績から、寛永17年（1640年）9月28日、1万石をさらに加増された上で下総国関宿藩に加増移封され、久野藩は完全に廃藩となった。

### 久野城

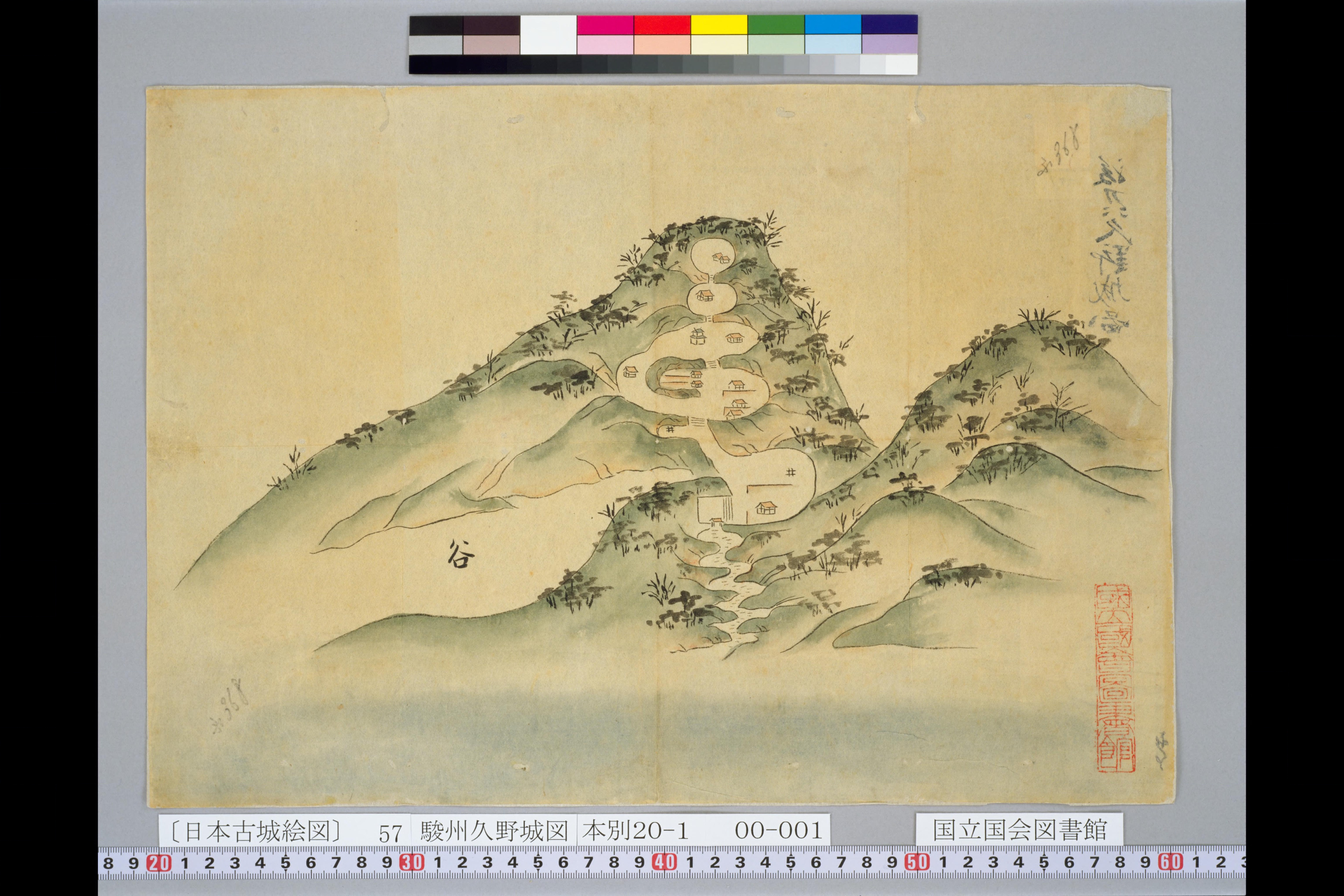
久野城

“久野城について／袋井市”. 2024年8月31日閲覧。

## 歴代藩主

### 松下家
1万6000石。外様。
1. 之綱（ゆきつな）【天正18年10月3日領主就任－慶長3年2月30日死去】
2. 重綱（しげつな）【慶長3年2月30日藩主就任－慶長8年移封】

### 北条家
1. 氏重（うじしげ）【元和5年藩主就任－寛永17年9月28日移封】〔横須賀城番。田中城番。大番組頭〕